# Borussia Verein für Leibesübungen 1900 Mönchengladbach 1970-1971
Questa voce raccoglie le informazioni riguardanti il Borussia Verein für Leibesübungen 1900 Mönchengladbach nelle competizioni ufficiali della stagione 1970-1971.

## Stagione
Nella stagione 1970-1971 il Borussia Mönchengladbach, allenato da Hennes Weisweiler, concluse il campionato di Bundesliga al 1º posto. In Coppa di Germania il Borussia Mönchengladbach fu eliminato ai quarti di finale dal Template:Calcio Fortuna Düsseldorf. In Coppa dei Campioni il Borussia Mönchengladbach fu eliminato agli ottavi di finale dall'Everton.

## Rosa
| N. |                     | Ruolo | Calciatore           |
| -- | ------------------- | ----- | -------------------- |
|    | Germania (bandiera) | P     | Wolfgang Kleff       |
|    | Germania (bandiera) | P     | Bernd Schrage        |
|    | Germania (bandiera) | D     | Werner Adler         |
|    | Germania (bandiera) | D     | Hartwig Bleidick     |
|    | Germania (bandiera) | D     | Ludwig Müller        |
|    | Germania (bandiera) | D     | Klaus-Dieter Sieloff |
|    | Germania (bandiera) | D     | Berti Vogts          |
|    | Germania (bandiera) | D     | Heinz Wittmann       |
|    | Germania (bandiera) | C     | Rainer Bonhof        |

| N. |                      | Ruolo | Calciatore        |
| -- | -------------------- | ----- | ----------------- |
|    | Germania (bandiera)  | C     | Peter Dietrich    |
|    | Germania (bandiera)  | C     | Günter Netzer     |
|    | Germania (bandiera)  | C     | Hans-Jürgen Wloka |
|    | Germania (bandiera)  | A     | Jupp Heynckes     |
|    | Germania (bandiera)  | A     | Horst Köppel      |
|    | Germania (bandiera)  | A     | Herbert Laumen    |
|    | Danimarca (bandiera) | A     | Ulrik le Fevre    |
|    | Germania (bandiera)  | A     | Herbert Wimmer    |

## Organigramma societario
Area tecnica
- Allenatore: Hennes Weisweiler
- Allenatore in seconda:
- Preparatore dei portieri:
- Preparatori atletici:

## Calciomercato

### Sessione estiva
| Acquisti | Acquisti      | Acquisti     | Acquisti |
| R.       | Nome          | da           | Modalità |
| -------- | ------------- | ------------ | -------- |
| D        | Werner Adler  | SV Alsenborn |          |
| A        | Jupp Heynckes | Hannover 96  |          |

| Cessioni | Cessioni         | Cessioni          | Cessioni |
| R.       | Nome             | a                 | Modalità |
| -------- | ---------------- | ----------------- | -------- |
| P        | Volker Danner    | Duisburg          |          |
| A        | Werner Kaiser    | Saarbrücken       |          |
| D        | Heinz Koch       | Osnabrück         |          |
| A        | Peter Kracke     | Saarbrücken       |          |
| A        | Peter Meyer      | VfL Benrath       |          |
| C        | Winfried Schäfer | Kickers Offenbach |          |
| D        | Erwin Spinnler   | Kickers Offenbach |          |
| D        | Gerd Zimmermann  | Fortuna Colonia   |          |

## Risultati

### Bundesliga

#### Girone di andata
| Arbitro: | Herden |

|                       |           |  |
| Bonhof 79’ Köppel 87’ | Marcatori |  |

| Arbitro: | Aldinger |

|                              |           |                        |
| Zaczyk 62’ (rig.) Seeler 70’ | Marcatori | 7’ Heynckes 30’ Netzer |

| Mönchengladbach 28 agosto 1970, ore 20:00 CET 3ª giornata | Borussia M'gladbach | 0 – 0 referto | Hannover 96 | Bökelbergstadion (26 000 spett.)\| Arbitro: \| Seiler \| |
| Arbitro:                                                  | Seiler              |               |             |                                                          |

| Arbitro: | Riegg |

|  |           |                       |
|  | Marcatori | 31’ Köppel 57’ Laumen |

| Arbitro: | Schulenburg |

|                                           |           |  |
| Laumen 4’, 66’ Köppel 12’, 87’ Wimmer 25’ | Marcatori |  |

| Arbitro: | Biwersi |

|                              |           |                                 |
| Schwarzenbeck 14’ Müller 74’ | Marcatori | 64’ (rig.) Sieloff 90’ Heynckes |

| Arbitro: | Betz |

|                                                                             |           |  |
| Netzer 5’, 69’ Heynckes 23’ Sieloff 49’ (rig.) Müller 53’ (rig.) Laumen 80’ | Marcatori |  |

| Gelsenkirchen 26 settembre 1970, ore 15:30 CET 8ª giornata | Schalke 04  | 0 – 0 referto | Borussia M'gladbach | Glückauf-Kampfbahn (35 000 spett.)\| Arbitro: \| Tschenscher \| |
| Arbitro:                                                   | Tschenscher |               |                     |                                                                 |

| Arbitro: | Horstmann |

|           |           |          |
| Fevre 48’ | Marcatori | 19’ Rupp |

| Arbitro: | Schröck |

|             |           |            |
| Zembski 10’ | Marcatori | 26’ Müller |

| Arbitro: | Linn |

|                              |           |                |
| Laumen 12’, 67’ Heynckes 84’ | Marcatori | 73’ Merkhoffer |

| Arbitro: | Frickel |

|                |           |              |
| Rettkowski 72’ | Marcatori | 67’ Heynckes |

| Arbitro: | Lutz |

|                                             |           |               |
| Netzer 2’, 11’ Eisele 58’ (aut.) Laumen 65’ | Marcatori | 69’ Handschuh |

| Arbitro: | Heckeroth |

|                                                      |           |                         |
| Weber 28’ Steffenhagen 38’ Horr 47’ Varga 88’ (rig.) | Marcatori | 66’ Laumen 67’ Heynckes |

| Arbitro: | Riegg |

|                                    |           |                    |
| Dietrich 17’ Netzer 28’ Köppel 30’ | Marcatori | 77’, 79’ Weinkauff |

| Arbitro: | Tschenscher |

|             |           |                        |
| Fürhoff 43’ | Marcatori | 52’ Fevre 66’ Heynckes |

| Arbitro: | Redelfs |

|                                                |           |  |
| Laumen 12’, 66’ Heynckes 28’, 45’ Dietrich 84’ | Marcatori |  |

#### Girone di ritorno
| Arbitro: | Regely |

|             |           |                                    |
| Winkler 73’ | Marcatori | 13’ (aut.) Reich 49’, 70’ Heynckes |

| Arbitro: | Meuser |

|                                            |           |  |
| Sieloff 66’ (rig.) Wimmer 74’ Heynckes 78’ | Marcatori |  |

| Arbitro: | Betz |

|                  |           |            |
| Siemensmeyer 42’ | Marcatori | 60’ Laumen |

| Arbitro: | Berner |

|  |           |                              |
|  | Marcatori | 47’ Brei 58’ (aut.) Wittmann |

| Arbitro: | Aldinger |

|  |           |              |
|  | Marcatori | 35’ Dietrich |

| Arbitro: | Herden |

|                                 |           |            |
| Netzer 37’ Fevre 56’ Laumen 83’ | Marcatori | 66’ Mrosko |

| Arbitro: | Aldinger |

|  |           |                       |
|  | Marcatori | 25’ Laumen 29’ Wimmer |

| Arbitro: | Seiler |

|                        |           |  |
| Netzer 13’ Sieloff 26’ | Marcatori |  |

| Arbitro: | Schulenburg |

|                        |           |                        |
| Weber 9’ Rupp 14’, 37’ | Marcatori | 7’ Heynckes 57’ Köppel |

| Arbitro: | Meuser |

|           |           |               |
| Köppel 7’ | Marcatori | 16’ Hasebrink |

| Arbitro: | Betz |

|           |           |           |
| Ulsaß 26’ | Marcatori | 8’ Laumen |

| Arbitro: | Schröck |

|                    |           |  |
| Sieloff 40’ (rig.) | Marcatori |  |

| Arbitro: | Redelfs |

|               |           |            |
| Handschuh 13’ | Marcatori | 31’ Laumen |

| Arbitro: | Heckeroth |

|                                       |           |  |
| Laumen 4’, 52’ Köppel 8’ Heynckes 56’ | Marcatori |  |

| Arbitro: | Riegg |

|                                         |           |                                               |
| Neuberger 6’ Weinkauff 26’ Ritschel 54’ | Marcatori | 35’ Laumen 48’ Heynckes 50’ Sieloff 56’ Vogts |

| Arbitro: | Betz |

|                                  |           |                                        |
| Laumen 7’, 30’ Heynckes 49’, 56’ | Marcatori | 21’ Erlhoff 72’ Stauvermann 83’ Ferner |

| Arbitro: | Horstmann |

|            |           |                                         |
| Nickel 45’ | Marcatori | 43’ Netzer 69’ Köppel 78’, 81’ Heynckes |

### Coppa di Germania
| Arbitro: | Seiler |

|          |           |            |
| Lenz 55’ | Marcatori | 60’ Netzer |

| Arbitro: | Picker |

|                                    |           |               |
| Laumen 28’, 85’ Sieloff 56’ (rig.) | Marcatori | 58’ Nepomucký |

| Arbitro: | Schulenburg |

|           |           |                                      |
| Gayer 72’ | Marcatori | 28’ Dietrich 67’ Köppel 78’ Heynckes |

| Arbitro: | Riegg |

|                                 |           |            |
| Begerau 60’ Hoffer 83’ Geye 89’ | Marcatori | 19’ Laumen |

### Coppa dei Campioni
| Arbitro: | Krňávek |

|  |           |                                                        |
|  | Marcatori | 6’, 34’ Laumen 27’, 68’ Köppel 57’ Netzer 83’ Heynckes |

| Arbitro: | Smejkal |

| |           |  |
| Netzer 19’ Wimmer 30’ Köppel 35’, 60’ Dietrich 40’ Sieloff 45’ (rig.) Laumen 50’, 55’ Heynckes 73’ Vogts 83’ | Marcatori |  |

| Arbitro: | Kruashvili |

|           |           |             |
| Vogts 35’ | Marcatori | 47’ Kendall |

| Arbitro: | Sbardella |

|                                    |                      |                                       |
| Morrissey 1’                       | Marcatori            | 34’ Laumen                            |
| Royle Ball Morrissey Kendall Brown | Tiri di rigore 4 – 3 | Sieloff Laumen Heynckes Köppel Müller |

## Statistiche

### Statistiche di squadra
| Competizione       | Punti | In casa | In casa | In casa | In casa | In casa | In casa | In trasferta | In trasferta | In trasferta | In trasferta | In trasferta | In trasferta | Totale | Totale | Totale | Totale | Totale | Totale | DR  |
| Competizione       | Punti | G       | V       | N       | P       | Gf      | Gs      | G            | V            | N            | P            | Gf           | Gs           | G      | V      | N      | P      | Gf     | Gs     | DR  |
| ------------------ | ----- | ------- | ------- | ------- | ------- | ------- | ------- | ------------ | ------------ | ------------ | ------------ | ------------ | ------------ | ------ | ------ | ------ | ------ | ------ | ------ | --- |
| Bundesliga         | 50    | 17      | 13      | 2       | 2       | 46      | 13      | 17           | 7            | 8            | 2            | 31           | 22           | 34     | 20     | 10     | 4      | 77     | 35     | +42 |
| Coppa di Germania  | -     | 1       | 1       | 0       | 0       | 3       | 1       | 3            | 1            | 1            | 1            | 5            | 5            | 4      | 2      | 1      | 1      | 8      | 6      | +2  |
| Coppa dei Campioni | -     | 2       | 1       | 1       | 0       | 11      | 1       | 2            | 1            | 1            | 0            | 7            | 1            | 4      | 2      | 2      | 0      | 18     | 2      | +16 |
| Totale             | 50    | 20      | 15      | 3       | 2       | 60      | 15      | 22           | 9            | 10           | 3            | 43           | 28           | 42     | 24     | 13     | 5      | 103    | 43     | +60 |

### Andamento in campionato
| Giornata  | 1 | 2 | 3 | 4 | 5 | 6 | 7 | 8 | 9 | 10 | 11 | 12 | 13 | 14 | 15 | 16 | 17 | 18 | 19 | 20 | 21 | 22 | 23 | 24 | 25 | 26 | 27 | 28 | 29 | 30 | 31 | 32 | 33 | 34 |
| --------- | - | - | - | - | - | - | - | - | - | -- | -- | -- | -- | -- | -- | -- | -- | -- | -- | -- | -- | -- | -- | -- | -- | -- | -- | -- | -- | -- | -- | -- | -- | -- |
| Luogo     | C | T | C | T | C | T | C | T | C | T  | C  | T  | C  | T  | C  | T  | C  | T  | C  | T  | C  | T  | C  | T  | C  | T  | C  | T  | C  | T  | C  | T  | C  | T  |
| Risultato | V | N | N | V | V | N | V | N | N | N  | V  | N  | V  | P  | V  | V  | V  | V  | V  | N  | P  | V  | V  | V  | V  | P  | P  | N  | V  | N  | V  | V  | V  | V  |
| Posizione | 3 | 1 | 3 | 4 | 1 | 1 | 1 | 1 | 1 | 1  | 1  | 1  | 1  | 2  | 2  | 2  | 2  | 2  | 1  | 1  | 1  | 1  | 1  | 1  | 1  | 1  | 1  | 1  | 1  | 1  | 1  | 1  | 2  | 1  |

Legenda:

Luogo: C = Casa; T = Trasferta. Risultato: V = Vittoria; N = Pareggio; P = Sconfitta.

### Statistiche dei giocatori
| Giocatore   | Bundesliga | Bundesliga | Bundesliga  | Bundesliga | Coppa di Germania | Coppa di Germania | Coppa di Germania | Coppa di Germania | Coppa dei Campioni | Coppa dei Campioni | Coppa dei Campioni | Coppa dei Campioni | Totale   | Totale | Totale      | Totale     |
| Giocatore   | Presenze   | Reti       | Ammonizioni | Espulsioni | Presenze          | Reti              | Ammonizioni       | Espulsioni        | Presenze           | Reti               | Ammonizioni        | Espulsioni         | Presenze | Reti   | Ammonizioni | Espulsioni |
| ----------- | ---------- | ---------- | ----------- | ---------- | ----------------- | ----------------- | ----------------- | ----------------- | ------------------ | ------------------ | ------------------ | ------------------ | -------- | ------ | ----------- | ---------- |
| W. Adler    | 0          | 0          | 0           | 0          | 0                 | 0                 | 0                 | 0                 | 0                  | 0                  | 0                  | 0                  | 0        | 0      | 0           | 0          |
| H. Bleidick | 16         | 0          | 0           | 0          | 2                 | 0                 | 0                 | 0                 | 1                  | 0                  | 0                  | 0                  | 19       | 0      | 0           | 0          |
| R. Bonhof   | 11         | 1          | 0           | 0          | 0                 | 0                 | 0                 | 0                 | 2                  | 0                  | 0                  | 0                  | 13       | 1      | 0           | 0          |
| P. Dietrich | 28         | 3          | 0           | 0          | 3                 | 1                 | 0                 | 0                 | 4                  | 1                  | 0                  | 0                  | 35       | 5      | 0           | 0          |
| U. Fevre    | 31         | 3          | 0           | 0          | 1                 | 0                 | 0                 | 0                 | 4                  | 0                  | 0                  | 0                  | 36       | 3      | 0           | 0          |
| J. Heynckes | 33         | 19         | 0           | 0          | 4                 | 1                 | 0                 | 0                 | 4                  | 2                  | 0                  | 0                  | 41       | 22     | 0           | 0          |
| W. Kleff    | 34         | 0          | 0           | 0          | 4                 | 0                 | 0                 | 0                 | 4                  | 0                  | 0                  | 0                  | 42       | 0      | 0           | 0          |
| H. Köppel   | 34         | 9          | 0           | 0          | 4                 | 1                 | 0                 | 0                 | 4                  | 4                  | 0                  | 0                  | 42       | 14     | 0           | 0          |
| H. Laumen   | 31         | 20         | 0           | 0          | 3                 | 3                 | 0                 | 0                 | 4                  | 5                  | 0                  | 0                  | 38       | 28     | 0           | 0          |
| L. Müller   | 34         | 2          | 0           | 0          | 4                 | 0                 | 0                 | 0                 | 4                  | 0                  | 0                  | 0                  | 42       | 2      | 0           | 0          |
| G. Netzer   | 32         | 9          | 0           | 0          | 3                 | 1                 | 0                 | 0                 | 4                  | 2                  | 0                  | 0                  | 39       | 12     | 0           | 0          |
| B. Schrage  | 0          | 0          | 0           | 0          | 0                 | 0                 | 0                 | 0                 | 0                  | 0                  | 0                  | 0                  | 0        | 0      | 0           | 0          |
| K. Sieloff  | 33         | 6          | 0           | 0          | 4                 | 1                 | 0                 | 0                 | 4                  | 1                  | 0                  | 0                  | 41       | 8      | 0           | 0          |
| B. Vogts    | 34         | 1          | 0           | 0          | 4                 | 0                 | 0                 | 0                 | 4                  | 2                  | 0                  | 0                  | 42       | 3      | 0           | 0          |
| H. Wimmer   | 26         | 3          | 0           | 0          | 3                 | 0                 | 0                 | 0                 | 2                  | 1                  | 0                  | 0                  | 31       | 4      | 0           | 0          |
| H. Wittmann | 20         | 0          | 0           | 0          | 4                 | 0                 | 0                 | 0                 | 4                  | 0                  | 0                  | 0                  | 28       | 0      | 0           | 0          |
| H. Wloka    | 11         | 0          | 0           | 0          | 2                 | 0                 | 0                 | 0                 | 1                  | 0                  | 0                  | 0                  | 14       | 0      | 0           | 0          |